# Зоран М. Николић
Зоран M. Николић (21. октобар 1963, Лозница) је социолог, методолог и политиколог из Србије, и редовни професор Факултета за економију и инжењерски менаџмент у Новом Саду. Дипломирао је осамнаест месеци пре истека редовног рока студија на Факултету политичких наука у Београду.  Магистрирао и докторирао је на истом факултету на темама критичке социологије Сесила Рајта Милса и феномена перцепције моћи. Писац је већег броја монографија, уџбеника и научних чланака. Резултате истраживања је представио на око 11.000 страница научних текстова који су осим у Србији објављивани и у иностранству. Радови проф. др Зорана Николића су до сада превођени на енглески језик, немачки, шпански, португалски, француски, италијански, пољски, руски, кинески и холандски језик. Девет, односно, шест европских издавача је објавило две његове монографије које се баве утврђивањем етногенезе Срба на Балкану и живим потомцима по билинеарној сродничкој основи династије Немањића. Те монографије су доступне читалачкој публици сваке државе у свету.
У досадашњој каријери Зоран Николић је радио на Правном факултету, Филозофском, Економском, Медицинском, Пољопривредном, Факултету политичких наука и Факлутету за инжењерски менаџмент, као државним установама. Осим на државним факултетима др Николић је био ангажован и на приватним: Факултет за европске правне и политичке студије у Новом Саду, Факултету за економију и инжењерски менаџмент у Новом Саду, Академији за дипломатију и безбедност у Београду, Академији лепих уметности у Београду и Правном факултету за привреду и правосуђе у Новом Саду. Зоран Николић је био уредник, заменик уредника, члан уређивачког одбора и стални рецензент у српским и иностраним научним часописима. Обављао је функцију декана и продекана на Правном факултету, члана рецензентске комисије при акредитацији факултета у Србији, као што је активно учествовао на креирању студијских програма и изради акредитационог документа на Правном факултету и Факултету за европске правне и политичке студије.
Проф. др Зоран Николић је до сада одржао око 20.000 предавања која је слушало око 12.000 студената. Установио је теорију феномена перцепције моћи која се изучава на неколико универзитета. Први је у социолошкој заједници написао монографију на тему социологије моћи. Сопственим научним и наставним ангажманом је допринео да се социологија моћи конституише и промовише као научна и наставна дисциплина. Области његовог научног интересовања су теоријска социологија, друштвена моћ, колективни идентитети, култура мира, научна методологија и процеси етногенезе. Трагајући за одговорима на питања која се тичу криза идентитета српске нације и коренима ирационалих модела поступања тог етноса кроз историју, др Николић се посветио истраживању најдаљег етничког порекла и процеса етногенезе балканских Срба. Резултати тог истраживања су више заинтересовали међународну научну јавност и читалачку публику, него што је то био случај у Србији. У сродном истраживању је утврдио да је политика кључни кривац криза идентитета код Срба од деветнаестог века до данас. Из тог разлога је организовао и извео друго истраживање. Оно се односило на откривање живих потомака династије Немањић по билинеарној сродничкој основи. Др Николић је потврдио њихово постојање као успешних лица и јавних личности са међународним угледом и ауторитетом. Као код претходног истраживања, и код овог се светска научна јавност и читалачка публика далеко више заинтересовала за представљене резултате, него што је то био случај са српском. Обе књиге су преведене на девет, односно, шест светских језика и доступне су читалачкој публици широм света. Зоран Николић је имао идеју да потомци лозе Немањића добију држављанство Републике Србије и да се активно укључе у развојне промене у Србији.
Као интелектуалац, проф. др Зоран Николић се критички односи према друштвеној стварности и политичкој пракси у Србији. Његово ангажовање на истраживањима етногенезе, етничког идентитета, криза идентитета и потомака лозе Немањића, га је код дела јавности у Србији погрешно сврставало у идеолошку колону десничарске провенијенције. Иако полази од Милсове констатације да интелектуалац, уколико је заиста човек од знања, нема неки политички смер, него је његова политика на првом месту политика истине, др Зоран Николић је истински левичар.
Лично искуство проф. др Зорана Николића је потврдило да се слобода мисли и изражавања мишљења у Србији нерадо прихвата. Та слобода удружена са правичношћу и стручношћу, умела је да одреди животне путање људи у тој земљи. Један од њих је и Зоран Николић. На почетку универзитетске каријере му је НН лице склонило и сакрило конкурсна документа при избору у звање на ФПН у Београду. Др Зоран Николић је одбио понуду управе тог факултета да поново достави документа и да се конкурс понови. Проф. др Зоран Николић је један од ретких универзитетских професора и научних радника који не жели да плаћа котизацију за објављивање научних чланака у међународним часописима, истичући да се научни рад може поклонити научној заједници или се може наплатити хонорар за резултате истраживања који представљају научни допринос. Плаћање од стране аутора да се рад објави у часопису се коси са професионалним и моралним начелима рада научника.
Зоран Николић баштини хаплогрупу Y ДНК хромозома Јаноша Хуњадија, Матије Корвина и Кристофера Корвина (ЕV13>PH1173>Y7168). Ожењен је, отац је Зоране и деда Андреја. Говори италијански и руски језик. Живи у Лозници, а ради у Новом Саду.

## Изабрана библиографија
- Научне књиге, монографске публикације:

- Николић, З. (1997). Дихотомија: политика – демократија. Београд: Наука и друштво Србије, (стр. 134),  321 неважећи . 01 - 316. 334. 3 -53412364
- Николић, З. (1998). Милсова критичка социологија. Београд: НДС (стр. 179),  316 неважећи . 344. 42-62.809.868
- Николић, З. (2000). Друштвена моћ. Београд: НДС, (стр. 209),  316-344-4-83-976-204 неважећи
- Николић, З. (2002). Феномен перцепције моћи. Београд: НДС. (стр. 458),  86-843333-01-2 неважећи
- Николић, З. (2003). Механизована перцепција моћи. Београд: НДС.  (стр. 190) ,  86-84333-00-4
- Николић, З. (2003). Општа социологија. Источно Сарајево: Правни факултет - Универзитет у Источном Сарајеву, (стр. 439),  99938-637-5-0
- Николић, З. (2005). Социологија. Источно Сарајево: Правни факултет - Универзитет у Источном Сарајеву, (стр. 387),  99938-637-9-3
- Николић, З. (2007), Социологија моћи. Источно Сарајево: Правни  факултет - Универзитет у Источном Сарајеву, (стр. 252),  978-99938-57-09-9
- Николић, З. (2007). Социологија sа елементима социологије права. Нови Сад: Факултет за европске правно - политичке студије, (стр. 336),  978-86-87143-00-5
- Николић, З. (2008). Увод у социологију права. Источно Сарајево: Правни факултет - Универзитет у Источном Сарајеву, (стр. 220) ,  978-99938-57-14-3
- Николић, З. (2009). Социологија са елементима социологије права. Источно Сарајево: Правни факултет - Универзитет у Источном Сарајеву, (стр. 338) ,  978-99938-57-15-0
- Николић, З. (2010). Методологија научно - истраживачког рада. Нови Сад: Факултет за економију и инжењерски менаџмент - Привредна академија,  (стр. 135),  978-86-87619-13-5
- Николић, З. (2011). Савремена социологија. Нови Сад: Факултет за економију и инжењерски менаџмент, (стр. 485),  978-86-87619-18-0
- Николић , З. (2011). Методологија научно - истраживачког рада. Нови Сад: ФИМЕК, друго издање, (стр. 135)  978-86-87619-32-6
- Николић, З. & Николић Максимовић З. (2016). Правна етика. Нови Сад: Правни факултет за привреду и правосуђе, (стр. 292),  978-86-6019-067-5
- Николић З. (2016). Пословна етика. Нови Сад: Факултет за економију и инжењерски менаџмент, (стр (260),  978-86-87619-78-4
- Николић, З. (2019). Сабари – преци Срба. Крагујевац: Духовни Луг, (стр.. 378).  978-86-6038-014-4
- Nikolic, (Z). (2020). Asiáticos na Europa-Sérvios. Edições Nosso Conhecimento. – (str. 232)  978-620-0-99048-8
- Nikolic, Z. (2020). Asian People in Europe-Serbs. Lap Lambert Academic Publishing. – (str. 224)  978-620-2-55725-2
- Nikolic, Z. (2020). Popolo asiatico in Europa-Serbi. Edizioni Sapienza. – (str. 228)  978-620-0-99045-7
- Nikolic, Z. (2020). Aziatische mensen in Europa-Serviërs. Uitgeverij Onze Kennis. – (str. 252)  978-620-0-99046-4
- Nikolic, Z. (2020). Asiatische Menschen in Europa-Serben. Verlag Unser Wissen. – (str. 252)  978-620-0-99042-6
- Nikolic, Z. (2020). Los pueblos asiáticos en Europa-Serbios. Ediciones Nuestro Conocimiento (2020-07-16) – (str. 236)  978-620-0-99043-3
- Nikolic, Z. (2020). Les Asiatiques en Europe - Les Serbes. Editions Notre Savoir. – (str. 240)  978-620-0-99044-0
- Nikolic, Z. (2020). Ludzie Azji w Europie – Serbowie. Wydawnictwo Nasza Wiedza. – (str. 242)  978-620-0-99047-1
- Николич, З. (2020). Азиатские народы в Европе-Сербы.  Sciencia Scripts. – (str. 244)  978-620-0-99054-9; EAN: 9786200990549
- Nikolić, Z. (2022.). Potomci Nemanjića – genealogija. Beograd: Stupar. (str. 237)  978-86-904108-0-4
- Nikolić, Z. (2022). Descendants of Nemanjić – Genealogy -The millennium of the Nemanjic dynasty. Saarbrücken: Lambert Academic Publisching. – (str. 168)  9786204985398;  6204985396.
- Nikolic, Z. (2023). DESCENDANTS DE NEMANJIC – GÉNÉALOGIE Le millénaire de la dynastie Nemanjic. Editions Notre Savoir. (str. (168)  9786206294412;  6206294412
- Nikolic, Zoran. (2023). NACHKOMMEN VON NEMANJIC – GENEALOGIED as Jahrtausend der Nemanjic-Dynastie.  Verlag Unser Wissen. – (str. 172)  9786206294436;  6206294439
- Nikolic, Zoran. (2023). DESCENDENTES DE NEMANJIC - GENEALOGIAO milénio da dinastia Nemanjic.  Edições Nosso Conhecimento.- (str. 172)  9786206294566;  6206294560
- Nikolic, Zoran (2023). DISCENDENTI DI NEMANJIC – GENEALOGIA Il millennio della dinastia Nemanjic. Edizioni Sapienza. – (str. 168)  9786206294535;  6206294536
- Николич, З. (2023). Потомки Неманича – генеалогия Тысячелетие династии Неманичей. Sciencia Scripts. (str. 180)  9786206294573;  6206294579
- Николић, З. (2023). Еколошка социологија. Нови Сад: ФИМЕК. (стр. 217)  978-86-82408-04-8  УДК 316.334.5(075.8) COBISS.SR-ID  85992969
- Николић, З. (2023). Методологија научног истраживања. Нови Сад: ФИМЕК. (стр. 309)  978-86-82408-09-3 (broš.) UDK 001.891 COBISS.SR-ID 114203145
- Николић, З. (2024). Етногенеза и етнички идентитет Срба. Београд: Укронија. (стр. 366)  978-86-6002-108-5 УДК 323.1(=163.41)(091) 94(=163.41) COBISS.SR-ID 136784137
- Николић, З. (2024). Социолошке идеје и теме. Нови Сад: Фимек. (стр. 1204)  978-86-82408-11-6 УДК 316(075.8) COBISS.SR-ID 138215689

- Радови у часописима и зборницима националног и међународног значаја:

- Николић, Зоран, С. (1999). Становништво. Српска политичка мисао,1-2, Београд:123-139. УДК 314 (049.32), COBISS – ID 73487874
- Николић, З. (2002). Демократија: моћи и могућности. Правни живот, 12/2002, год. LI, књига 472, Београд: 835-852. УДК 34 (491.11) (05) YUISSN 0350-0500, COBISS – ID 160022796
- Николић, З. (2003). Култура мира - један поглед. Страни правни живот, 12, Београд: 25-41. УДК  316.334.3172.4, COBISS.SR-ID 116774156
- Николић, З. (2003). Једно промишљање слободе - бегство од примитивизма. Правни живот, 12/2003, год. LII, књига 480, Београд: 915-927. УДК 34 (497.11) (05), 123.1  342.721,  YUISSN 0350-0500,  COBISS.SR-ID 122931212
- Николић, З. (2004), Мир и потреба за њим - оглед из културе мира. Социолошки журнал, 2, Нови Сад: 36-57. УДК  327.57,  COBISS.SR-ID 219681799
- Николић , З. (2005). Моћ у друштву - предмет социологије моћи. Правни живот, 12/2005, год. LIV, књига 496, Београд: 977-997. УДК 34 (497.11) (05), YUISSN 0350-0500, COBISS.SR-ID160141836
- Николић, З. (2005). Суштинска својства моћи – прилог из социологије моћи. Социолошки журнал, 3/2005, Нови Сад: 35-52. УДК 316.344.4, COBISS.SR-ID 219779335
- Николић, З. (2006). Социологија права у систему социолошких наука. Зборник Правног факултета, 2 , Источно Сарајево: 385-412.
- Николић, З. (2006). Феномен перцепције моћи. Социолошки годишњак, 2, Пале: 335-359
- Николић, З. (2007). Проблем метода социологије права. Зборник Правног факултета, 3, Источно Сарајево:169 - 189
- Николић, З. (2007). Инструментализација национализма и проблем националног идентитета, Правни живот, 14/2007, год. 56, књига 514,  Београд: 671-691. ISSN 0350-0500, УДК323.1, COBISS.SR-ID 512759228
- Николић, З. (2007), Оглед из политичког понашања: политичка апстиненција. Право и политика, 1, Нови Сад: 29-41, УДК 342.843, COBISS.SR-ID. 233649415
- Николић, З. (2008). Мобинг - патолошка друштвена појава. Право и политика, 2, Нови Сад: 32-48. УДК 658.310.42:364.636, COBISS.SR-ID 304036615
- Николић, З. (2008). Мобинг - узроци, типови, последице. Зборник Правног факултета, 4, Источно Сарајево: 51-73.
- Николић, З. (2009). Политичко понашање као врста друштвеног понашања. Зборник Правног факултета, 5, Источно Сарајево: 112-129. УДК 342.8, COBISS.SR-ID 513141937
- Николић, З. & Бакер Р. (2010). Драма интелектуалаца. Зборник радова са научног скупа. Филозофски факултет, 5-2, Источно Сарајево: 208-221
- Николић, З. (2011). Неки аспекти метода социологије права. Зборник радова са научног скупа, Филозофски факултет, 5-2, Источно Сарајево: 285-308
- Николић, З. (2011). Неке особености методологије, метода и истраживања појава права. Српска политичка мисао, 1, Београд: 347-365. UDK 316.334.4:303, COBISS.SR-ID 37971727
- Nikolić, Z. (2011). „Pluralnost i kriza kolektivnih identiteta”. Diskursi., CEIR, g. 1, бr. 1, Sarajevo: 217-231. 2: 316.7, ISSN 2232-8637
- Николић, З. (2011), Плурално друштво у контексту модернизације, колективних идентитета и кризе колективних идентитета, Зборник радова: ТРАДИЦИЈА, МОДЕРНИЗАЦИЈА, ИДЕНТИТЕТИ - Mесто традиције и модернизације у различитим концепцијама и стратегијама развоја земаља у транзицији, Филозофски факултет – Универзитет у Нишу, Центар за социолошка истраживања, Ниш, стр. 637- 650. UDK 323.1:316.47, 323.1:316.42
- Николић, З. (2011). Плурално друштво и колективни идентитети. Економија - теорија и пракса, 1, Нови Сад: 87-107. УДК 316.613,  COBISS.SR-ID
- Nikolic, Z. & Baker, R. (Rudy), (2014). „Between Politics and Science: THE DILEMMA OF REASON”. THE JOURNAL JURISPRUDENCE, VOL. TWENTY-TWO., SUMMER TERM JULY 2014., Melbourne, Australia: 81-99.  978-0-9924143-6-8, ISSN 1836-0955
- Николић, З. (2011). Конструкт политичке акције ЕУ. Економија- теорија и пракса. 2, Нови Сад: 104-118. УДК 32(4-675EU), COBISS.SR-ID 268310023
- Nikolić, Z. & Baker R. (2011). „Intelektualci i politika”. Kultura polisa. 16., Beograd: 37-56. УДК 1:32, COBISS.SR-ID 305440519
- Nikolic, Z. (2012). „OBSOLESCENCE, SOLIPSISM AND FEAR –KEY COORDINATES PRIMITIVISM”. International Conference: SCIENCE AND MODERN UNIVERSITY, Faculty of Philosophy., University of Niš, Serbia: pp.48
- Nikolić, Z. (2012),''Anahronost, solipsizam i strah – ključne koordinate primitivizm'', u Božilović, N. i Petković, J. (prir.), Modernizacija, kulturni identiteti i prikazivanje raznolikosti, Zbornik radova, Niš: Filozofski fakultet u Nišu, str. 145-161. УДК 316.6, COBISS.SR-ID 1545041919
- Николић, З. (2013). Гандијев пацифизам – контекст косовске проблематике ‘’Бог увек сачува оног чије су побуде чисте’’ Махатма Ганди. Зборник радова:ТРАДИЦИЈА, МОДЕРНИЗАЦИЈА, ИДЕНТИТЕТИ – Дијалог култура и партнерство цивилизацијa на Балкану, Филозофски факултет – Универзитет у Нишу, Центар за социолошка истраживња, Ниш, стр. 142-157. УДК 172.4, COBISS.SR-ID 1544948735
- Николић, З. (2014). Трансхуманизам, биоетика и киборгкратија. Зборник радова: Савремене парадигме у науци и научној фантастици, Научни скуп: Наука и савремени универзитет 3, Филозофски факултет – Универзитет у Нишу, Ниш: стр. 320-333. УДК 82.01:608.1, COBISS.SR-ID 1544948735
- Nikolić, Z. (2014). Ideologija, politika, stvarnost – shvatanja Radoslava Ratkovića, Radoslav Ratković – život i delo, Međunarodni tematski zbornik, ur. Dragan Simeunović i Marija Đorić, Beograd, Nauka i društvo Srbije, Savez antifašista Srbije, fondacija Heinrich Boll Stinftung, str. 93-107. УДК 32:929, COBISS.SR-ID 303828743
- Николић, З. (2014). Незапосленост, раслојавање и сиромаштво у АП Војводини – социолошки аспект. Зборник Правнички дани, XI, Привредна академија, Нови Сад.  978-86-6019-041-5, COBISS.SR-ID 288932616
- Николић, З. (2015). Кретање незапослености и животног стандарда у Војводини од 2012. до 2014. године. Култура полиса, 26, Београд: 405-426. УДК 316.66:316.344.7(497.113)"2012/2014", COBISS.SR-ID 303821831
- Nikolić, Z. (2015). Stavovi stanovnika Vojvodine o načinima zapošljavanja i osnovnim vrednostima u društvu – teorijsko-empirijsko istraživanje Zbornik Matice srpske za društvene nauke, 152, 597-617. УДК 316.4(497.11)"2014", Doi/ISAN 10.2298/ZMSDN1552597N, URL http://www.doiserbia.nb.rs/img/doi/0352-5732/2015/0352-57321552597N.pdf, COBISS.SR-ID 303582215
- Nikolić, Z. & Carić, M. (2016). „Prelamanje paradigmi – Kunova, Poperova, Huserlova i Gadamerova perspektiva”. Kultura polisa., br. 29, godina XIII, str. 407-420. UDK 16:165.6/.8, ISSN 1820-4589
- Nikolić, Z. & Nikolić Maksimović, Z. (2017). „The role of Business ethics in modern business operation”. Editors: Soleša D., Šimović V. and Rosi B. Inovation, ict and Education for the Next Generation. FIMEK., p. 655-675
- Zoran Nikolic; Zorana Nikolic Maksimovic (2017). „Applied Ethics and Modern Enterprises—One Viewpoint”. Chinese Business Review. 16 (12). doi:10.17265/1537-1506/2017.12.001.